# Rimavská Seč
Rimavská Seč (in ungherese: Rimaszécs) è un comune della Slovacchia facente parte del distretto di Rimavská Sobota, nella regione di Banská Bystrica con 1 950 abitanti in circa, prevalentemente ungheresi.